# Banduki
Banduki (deutsch Bendauken) war ein Ort in der polnischen Woiwodschaft Ermland-Masuren. Seine Ortsstelle liegt im Gebiet der Stadt-und-Land-Gemeinde Orneta (Wormditt) im Powiat Lidzbarski (Kreis Heilsberg).

## Geographische Lage
Die Ortsstelle von Banduki resp. Bendauken liegt im Nordwesten der Woiwodschaft Ermland-Masuren, 38 Kilometer südöstlich der früheren Kreisstadt Braunsberg (polnisch Braniewo) bzw. 25 Kilometer westlich der heutigen Kreismetropole Lidzbark Warmiński (deutsch Heilsberg).

## Geschichte
Das einstige Bendaucken, das sich erst nach 1871 Bendauken schrieb, bestand aus verstreut liegenden kleinen Gehöften. Als 1874 der Amtsbezirk Karben (polnisch Karbowo) im ostpreußischen Kreis Braunsberg, Regierungsbezirk Königsberg, errichtet wurde, gehörte die Landgemeinde Bendauken von Anfang an dazu. Im Jahre 1910 zählte Bendauken 47 Einwohner.
Am 17. Oktober 1928 ging Bendauken seiner Eigenständigkeit verlustig, als der Ort in die benachbarte Landgemeinde Thalbach (polnisch Bludyny) eingegliedert wurde.
Als 1945 das gesamte südliche Ostpreußen in Kriegsfolge an Polen fiel, erhielt Bendauken die polnische Namensform „Banduki“. Aber schon nach wenigen Jahren wurde der Ort nicht mehr genannt. Er gilt heute – wie nun eben auch Bludyny (Thalbach) – als untergegangen. Die nicht mehr erkennbare Ortsstelle liegt heute im Gemeindegebiet der Gmina Orneta im Powiat Lidzbarski, von 1975 bis 1998 der Woiwodschaft Elbląg, seither der Woiwodschaft Ermland-Masuren zugehörig.

## Religion
Vor 1945 war Bendauken in die römisch-katholische Kirche in Open (polnisch Opin) im damaligen Bistum Ermland eingepfarrt. Außerdem gehörte das Dorf zur evangelischen Kirche Wormditt (polnisch Orneta) in der Kirchenprovinz Ostpreußen der Kirche der Altpreußischen Union.

## Verkehr
Die nicht mehr wahrnehmbare Ortsstelle von Banduki resp. Bendauken ist von der Ortsstelle Bludyny (Thalbach) nahe der Woiwodschaftsstraße 513 aus in südöstlicher Richtung zu erreichen. Die einst an der südlichen Bendauker Ortsgrenze verlaufende Bahnstrecke Schlobitten–Wormditt (–Angerburg) existiert heute nicht mehr.